# ويليام إي. سميث (محامي)
ويليام إي. سميث (بالإنجليزية: William E. Smith)‏ هو قاضي ومحامي أمريكي، ولد في 1959 في بويسي في الولايات المتحدة.